# (290) Bruna
(290) Bruna ist ein Asteroid des inneren Hauptgürtels, der am 20. März 1890 vom österreichischen Astronomen Johann Palisa an der Universitätssternwarte Wien entdeckt wurde.
Der Asteroid wurde benannt nach der tschechischen Stadt Brünn. Die Benennung erfolgte durch Hofrat August Biela († 1893) nach seiner Heimatstadt. 1993 wurde mit (2889) Brno ein weiterer Asteroid nach Brünn benannt.
Aufgrund ihrer Bahneigenschaften wird (290) Bruna zur Phocaea-Familie gezählt.

## Wissenschaftliche Auswertung
Eine Auswertung von Beobachtungen durch das Projekt NEOWISE im nahen Infrarot führte 2011 für (290) Bruna zu vorläufigen Werten für den Durchmesser und die Albedo im sichtbaren Bereich von 10,4 km bzw. 0,42. Nachdem die Werte nach neuen Messungen mit NEOWISE 2012 auf 11,9 km bzw. 0,31 geändert worden waren, wurden sie 2014 auf 9,8 km bzw. 0,46 korrigiert. Nach der Reaktivierung von NEOWISE im Jahr 2013 und Registrierung neuer Daten wurden die Werte 2015 zunächst mit 9,8 km bzw. 0,34 angegeben und dann 2016 korrigiert zu 9,5 km bzw. 0,20, diese Angaben beinhalten aber alle hohe Unsicherheiten.
Photometrische Messungen des Asteroiden fanden erstmals statt vom 13. März bis 24. April 2008 am Organ Mesa Observatory in New Mexico. Aus der während neun Nächten aufgezeichneten Lichtkurve konnte eine Rotationsperiode von 13,807 h bestimmt werden.
Aus den archivierten photometrischen Daten des United States Naval Observatory (USNO) und der Catalina Sky Survey in Arizona wurde in einer Untersuchung von 2013 erstmals ein dreidimensionales Gestaltmodell des Asteroiden für zwei alternative Rotationsachsen mit retrograder Rotation und einer Periode von 13,8055 h berechnet.
Eine Durchmusterung im Rahmen der Palomar Transient Factory (PTF) am Palomar-Observatorium in Kalifornien ab 2009 bestätigte in einer Untersuchung von 2015 die Bestimmung der Rotationsperiode von (290) Bruna mit einem Wert von etwa 13,80 h. Aus thermischen Infrarot-Daten wurde außerdem ein Durchmesser von 9,8 ± 0,1 km abgeleitet.
Mit dem Weltraumteleskop Transiting Exoplanet Survey Satellite (TESS) konnten während dessen Durchmusterung des Südhimmels 2018 bis 2019 auch Objekte des Sonnensystems beobachtet werden. Dabei wurden auch die Lichtkurven von fast 10.000 Asteroiden aufgezeichnet. Für (290) Bruna wurde aus Messungen etwa vom 26. April bis 20. Mai 2019 eine Rotationsperiode von 13,8024 h erhalten.
Zwischen 2012 und 2018 wurden mit der All-Sky Automated Survey for Supernovae (ASAS-SN) auch photometrische Daten von 20.000 Asteroiden aufgezeichnet. Auf mehr als 5000 davon konnte erfolgreich die Methode der konvexen Inversion angewendet werden, darunter auch (290) Bruna, für die in einer Untersuchung von 2021 ein verbessertes dreidimensionales Gestaltmodell für zwei alternative Rotationsachsen mit retrograder Rotation und einer Periode von 13,8054 h berechnet wurde. Aus archivierten Daten des Asteroid Terrestrial-impact Last Alert System (ATLAS) aus dem Zeitraum 2015 bis 2018 konnte in einer Untersuchung von 2022 mit der Methode der konvexen Inversion eine Rotationsperiode von 13,805 h bestimmt werden.